# Sciara ochrolabis
Sciara ochrolabis är en tvåvingeart som beskrevs av Friedrich Hermann Loew 1870. Sciara ochrolabis ingår i släktet Sciara och familjen sorgmyggor. Inga underarter finns listade i Catalogue of Life.